# Бахмал
Бахмал (узб. Baxmal / Бахмал) — посёлок городского типа, расположенный на территории Бахмальского района Джизакской области Республики Узбекистан.

Статус посёлка городского типа с 2009 года.